# Jacob Thoomkuzhy
Jacob Thoomkuzhy (ur. 13 grudnia 1930 w Vilakumadam) – indyjski duchowny syromalabarski, w latach 1996-2008 arcybiskup Trichur.

## Życiorys
Święcenia kapłańskie przyjął 22 grudnia 1956. 1 marca 1973 został prekonizowany biskupem Mananthavady. Sakrę biskupią otrzymał 1 maja 1973. 18 maja 1995 został mianowany biskupem Thamarasserry. 11 listopada 1996 został mianowany arcybiskupem Trichur. 22 stycznia 2007 przeszedł na emeryturę.